# Maud le Maréchal
Titres
Comtesse de Norfolk
1221 – 1225
(4 ans)
Comtesse de Surrey
1225 – 1240
(15 ans)
Maud le Maréchal, comtesse de Norfolk et de Surrey (1192 - 27 mars 1248) est une aristocrate anglo-normande et la riche héritière de son père Guillaume le Maréchal, et de sa mère Isabelle de Clare. Elle s'est mariée deux fois, avec Hugues Bigot (3e comte de Norfolk), et avec William de Warenne, 5e comte de Surrey. 

## Famille
La date de naissance de Maud est inconnue à part le fait qu'elle soit postérieure à 1191. Elle est la fille aînée de Guillaume le Maréchal et d'Isabelle de Clare, elle-même l'une des plus grandes héritières du Pays de Galles et d'Irlande. Maud a cinq frères et quatre sœurs cadettes. Elle est la cohéritière des vastes propriétés de ses parents. 
Ses grands-parents paternels sont Jean le Maréchal et Sybilla de Salisbury, et ses grands-parents maternels sont Richard FitzGilbert de Clare, connu sous le nom de "Strongbow", et Aoife de Leinster. 

## Mariages et descendance
Quelque temps avant le Carême de 1207, Maud épouse Hugues Bigod, 3e comte de Norfolk. C'est grâce à ce mariage que la fonction de comte maréchal d'Angleterre fut dévolue à la famille Howard (ducs de Norfolk). En 1215, Hugues était l'une des vingt-cinq garants de la Magna Carta. Il succède à son père en 1221, Maud devient ainsi est devenue comtesse de Norfolk. Ensemble, ils ont cinq enfants : 
- Roger Bigot (4e comte de Norfolk) (1209–1270), épouse Isabelle d'Ecosse, meurt sans enfant.
- Hugues Bigot (1212-1266), juge de paix d'Angleterre. Il épouse Joan de Stuteville, avec qui il a un enfant.
- Isabelle Bigot (v. 1215-1250), épouse d'abord Gilbert de Lacy d'Ewyas, avec qui elle a un enfant ; elle épouse ensuite John Fitzgeoffrey, Lord de Shere.
- Ralph Bigot (né vers 1218, date de décès inconnue), épouse Bertha de Furnival, avec qui il a un enfant.

Hugues Bigod meurt en 1225. Maud se remarie William de Warenne, 5e comte de Surrey le 13 octobre de la même année. Ensemble, ils ont deux enfants : 
- Isabelle de Warenne (ch.1228 - avant le 20 septembre 1282), épouse Hugues d'Aubigny, 5e comte d'Arundel. Elle est morte sans enfant.
- John de Warenne, 6e comte de Surrey (août 1231 - c.29 septembre 1304), épouse en 1247 Alice de Lusignan, demi-sœur du roi Henri III d'Angleterre, avec qui il a trois enfants.

Le deuxième mari de Maud meurt en 1240. Son plus jeune fils, John, succède à son père comme comte de Surrey, mais comme il est encore mineur, c'est Pierre II de Savoie, oncle de la reine Éléonore de Provence, qui devient le gardien de ses domaines. 

## Décès
Maud meurt le 27 mars 1248 à l'âge d'environ cinquante-six ans et est enterrée à l'abbaye de Tintern avec sa mère, peut-être sa grand-mère maternelle, et deux de ses frères. 

## Représentations dans la littérature
Maud Marshal est le sujet d'un roman d'Elizabeth Chadwick, intitulé To Defy a King . Dans le livre, elle s'appelle Mahelt plutôt que Maud. Elle et son premier mari Hugues Bigod apparaissent comme personnages secondaires dans des livres relatant la vie de leurs parents : The Time of Singing (Royaume-Uni: Sphere, 2008) publié aux États-Unis sous le titre For the King's Favor ; Le plus grand chevalier et Le lion écarlate. 